# Gheorghe Asachi
Gheorghe Asachi vagy Asaki (Hertsa, 1788. március 1. – Jászvásár, 1869. november 12.) moldvai születésű román író, költő, festő, drámaíró, történész és fordító. Egy felvilágosodás kori polihisztor, aki több nyelvet beszélt. Megbecsült újságíró és politikai ember, valamint építészeti tervezésben, pedagógiában is aktív volt. Egyik fő eredménye az Albina Românească befolyásos újság megjelenése volt, valamint az Academia Mihăileană megalapítása, ahol a görög klasszikusságot a romantika eszméi váltják fel. Vitatott politikai személyiség volt, hiszen helyeselte az Orosz Birodalom jelenlétét Moldvában és nagy szerepet játszott a Regulamentul Organic nevű rezsim megalakításában, miközben a Mihail Sturdza alkotta törvényekre támaszkodott. Ő ellenkezett a liberalizmus képviselőivel, ellenezte mind az 1848-as forradalmat, mind az ország egyesítését Havasalfölddel.

## Élete

### Gyermekkora
Asachi egy kis faluban, Herțában született, amely ma Ukrajna része. Szülei az Osztrák Birodalom által vezetett Erdélyből származtak, ahol Asachievici néven ismerték őket. Apja, Lazăr, ortodox pap volt, aki szoros kapcsolatban állt a moldvai érsekkel, Veniamin Costachival; néhány forrás szerint pedig örmény leszármazott volt. Anyja, Elena, egy erdélyi pap lánya volt. Asachinak egy testvére is volt, Petru. Első tanítója apja volt, így nem csoda, ha a kis Gheorghe a herțai egyházi iskolába iratkozott be. 1795 nyarán, miután apja eldöntötte, hogy nem küldi fiait a fővárosba, Jászvásárba, az osztrák fennhatóság alatti Lembergben járt középiskolába. Miután levizsgázott latinul, lengyelül és németül, Gheorghe Asachi az egyetemre került alig 14 évesen. Bölcsészettudományi, filozófiai és tudományok szakokon tanult, de 1804-ben, 2 évi tanulás után, abbahagyta az egyetemet és visszatért Moldvába. Nem sokkal később meghalt édesanyja, és apjával Jászvásárba költöztek.

### A napóleoni Európában

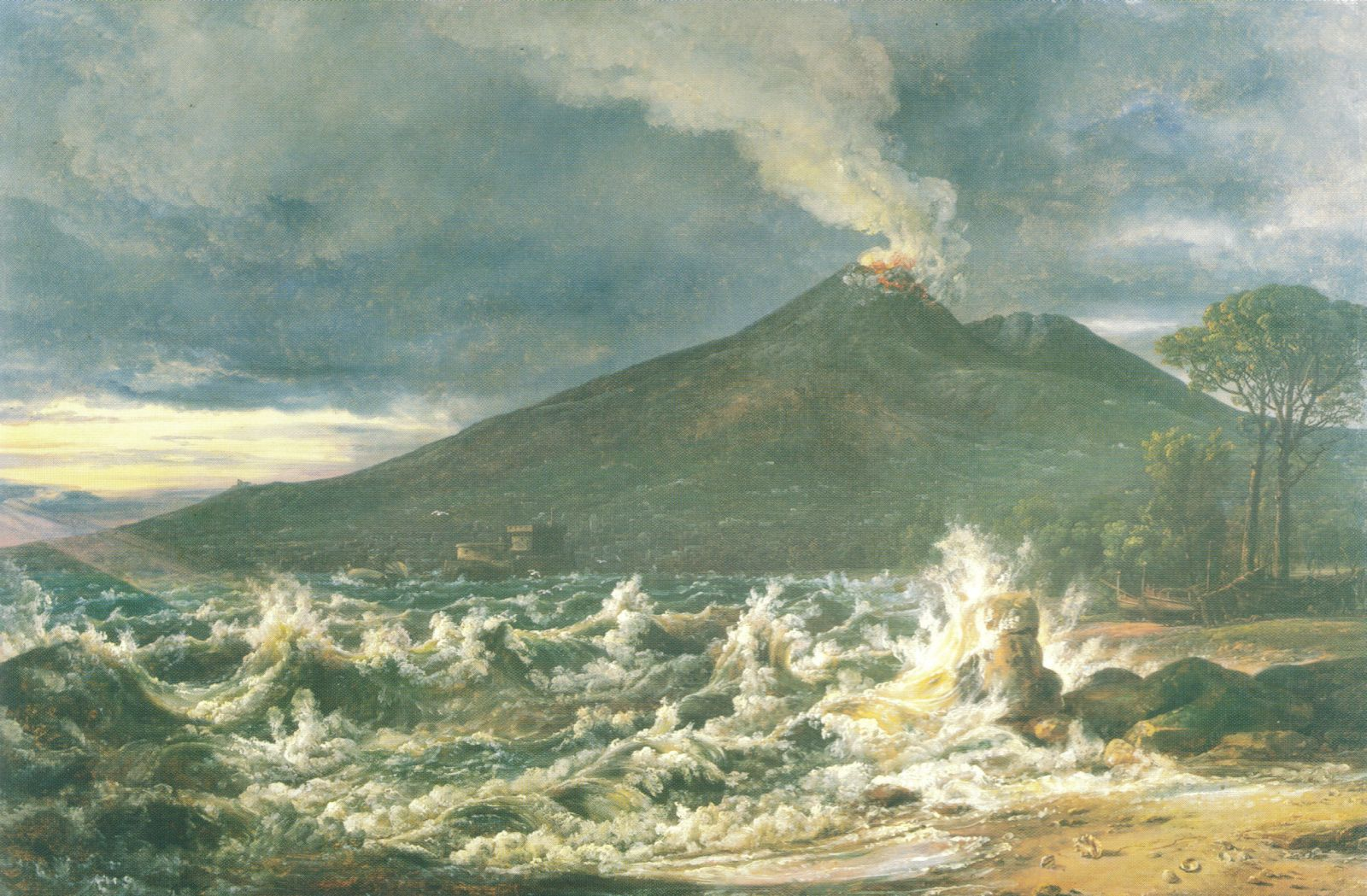
A Vezúv látképe Castellammare di Stabia-ból, Johan Christian Dahl festménye, 1821

1805 elején Asachi maláriát kapott és Veniamin érsek segítségével Bécsbe küldték, ahol az orvosok terápiát tanácsoltak neki. Mivel egy tekintélyes ösztöndíjban részesült, Asachi matematikát és asztronómiát tanult Tobie Bürggel, valamint festészeti leckéket is vett.
Időközben a napóleoni háborúk sikerek következtében Bécset elfoglalta a Franciaország, és Asachi megismerkedhetett a francia forradalom és liberalizmus elveivel, melyet részben alkalmazott politikai tevékenységében. 1808-ban az Orosz Birodalom elfoglalta Moldvát az Oszmán Birodalomtól, ezért apja hadnaggyá akarta neveztetni fiát, de ő visszakozott, még csak el sem akarta hagyni Bécset. Ehelyett 1808 áprilisában Itáliába utazott, ugyanis Rómában szerette volna befejezni tanulmányait. Útban oda több időt eltöltött még Triesztben, Velencében, Padovában, Ferrarában, Bolognában és Firenzében. Nem sokkal azután, miután megérkezett Rómába, el is hagyta, hogy meglátogassa Nápolyt, Pompejit és a Szicíliai Királyság más helyeit. Meglátogatta a Vezúvot is, ahol kíséret nélkül leereszkedett a vulkanikus kráterbe. Majd visszatért Rómába, ahol a reneszánsz Itáliáról tanult, valamint leckéket vett archeológiából, festészetből, szobrászatból. 1809-ben megismerkedett a 19 éves Bianca Milesivel, akibe beleszeretett. Annak ellenére, hogy 1825-ben Bianca hozzáment egy francia doktorhoz, ő továbbra is imádója maradt, egészen 1849-ig, Bianca haláláig. Időközben először írt román nemzeti költeményeket, melyekért díjat is kapott. Egyik ilyen verse a Viitorul (A jövő), amely a nemzet újjászületését hívta meg. Asachit érdekelte a románok eredete, ezért a vatikáni könyvtárban kutatott utánuk.
Bianca Milesinek köszönhetően Asachi megismerkedett a francia parancsnokkal Rómában, aki elmondta Napóleon szándékát arról, hogy az oroszországi inváziót Moldva és Havasalföld elfoglalásával kezdik. Részben ezért is Asachi hazatért 1812. június 22-én, augusztus 30-án pedig Jászvásárra ért. Reményei azonban megsemmisültek, mikor Napóleon serege kivonult az orosz területekről és hazája ismét az Oszmán Birodalom fennhatósága alá került.

### Fiatal évei
Asachi nyugatiasítani, felvilágosítani akarta hazáját Veniamin érsek segítségével. 1814-ben román nyelvű nevelési intézményekért küzdött, így szervezhetett Jászvásárban mérnöki és topográfiai előadásokat, ahol több fiatal bojár vett részt. Különböző előadásokat tartott, továbbképzési lehetőségeket ajánlott képzőművészetből és történelemből. Tanítványai munkáiból kiállítást is szervezett. Röviddel ezután Asachi kénytelen volt megszüntetni tanításait. A jászvásári ortodox egyházi tanítás újraszervezésének érdekében Erdélybe utazott, ahonnan az erdélyi iskola vezetőitől kapott tanáccsal 1820-ban visszatért Moldvába Vasile Fabian Bob, Ioan Costa, Ion Manfi és Vasile Pop társaságában, akik tanárok lettek Asachi akadémiáján. 1821-ben a görög függetlenségi háború miatt Asachi, az apja, az érsek és sok más moldáv nemes orosz területekre menekült. A következő évben visszatért, amikor a fanarióta uralmat megszüntették és Ioan Sturdza került hatalomra. Ezután Sturdza diplomatának nevezte ki és az Osztrák Birodalom számos nemzeti értelmiségével ismerkedett meg, akik a kisebbséget képviselték. 1825-ben édesapja meghalt. Bécsi tartózkodása idején találkozott a Sturdza család volt nevelőnőjével, az osztrák Elena Tauberrel, akivel 1827-ben összeházasodott egy jászvásári ortodox templomban. Elena előző házasságából származó két fiát és egy lányát Asachi adoptálta.

### Școala VasilianăésAlbina Românească

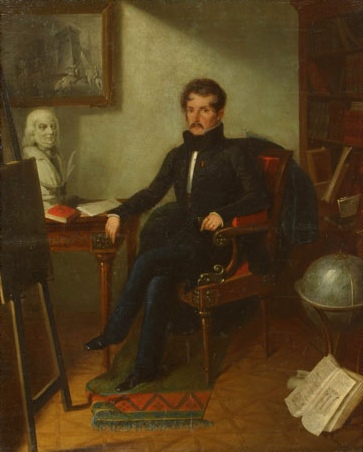
A fiatal Asachi portréja Giovanni Schiavonitól

1828-ban sikerült egy többnyelvű felsőiskolát megnyitnia, melyet Școala Vasiliană vagy Gimnaziul Vasilian néven emlegetett (a 17. századi Vasile Lupu fejedelem tiszteletére.) Ez volt az első ilyen modern intézmény Moldvában, mely hamarosan kiegészült egy kollégiummal is. A Școala Vasiliană-ban folytatták a mérnöki előadásokat Gheorghe Filipescu tanításával, valamint külön matematikai, építészeti, alkalmazott mechanikai és hidraulikai előadásokat is szerveztek; 1834-ben néhány végzősét külföldre küldte továbbtanulni. 1827. július 19-én egy nagy tűzvészben megsemmisült Asachi szállása, vagyonának és kéziratainak legnagyobb részével együtt. Az orosz-török háború lezártával (1829) Moldva és Havasalföld orosz fennhatóság alá került és Asachi elhatározta, hogy terjeszteni fogja az új eszméket a sajtón keresztül. Ezt az oroszok 1829 áprilisában jóvá is hagyták és elindult az Albina Românească című lap. Saját nyomtatói irodában adták ki az újságot, mely friss események-darabkákat, tudományos esszéket, praktikus tanácsokat adó cikkeket közölt. A következő évtizedekben némely más újságot is felügyelt, pl. az Alăuta Românească (1837-1838) és a Foaea Sătească a Prințipatului Moldovei (1839), melyet a fiatal aktivista, Mihail Kogălniceanu indított el, s aki a Dacia Literară nevű szélesen elterjedt publikációjával Asachi politikai és kulturális nézeteinek a kritikai hangadója lett. Először is bírálta azt, hogy az Albina Românească közölt más nemzetiségű írók fordításait, ahelyett, hogy a nemzeti különlegességet bátorítaná.
Ezen kívül Asachi segítette számos hasonló munka, mint az 1847 és 1870 között élő almanach-sorozat megjelenését is.

### ARegulamentul Organicés Mihail Sturdza kormánya alatt

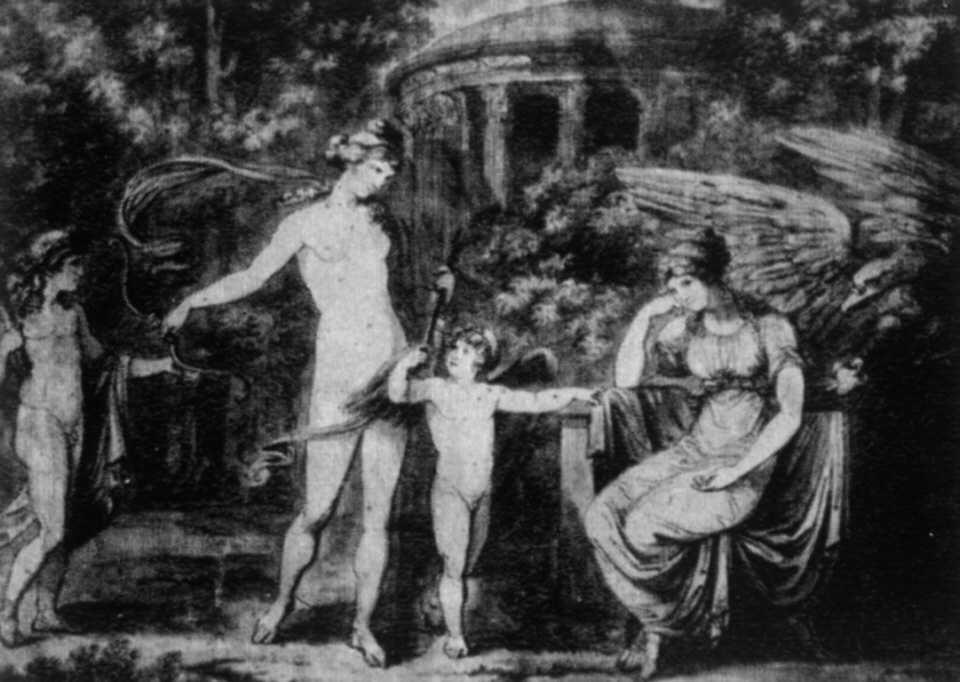
Templul Iubirii (A szerelem temploma), Gheorghe Asachi műve

1829 végén kialakult egy alkotmányterv, a Regulamentul Organic, mellyel a román országok megszervezhették saját kormányzati rendszerüket. A tervet elhalasztották háború, valamint kolera- és bubópestis járványa miatt 1831-1832-ig. Asachi ekkor mint titkár dolgozott a Moldvai Tanácsnál, melynek a magját Mihail Sturdza, Iordache Catagiu, Constantin Cantacuzino-Pașcanu és Costache Conachi képezték. A terv végső verziójában megbecsülték Asachi tanítói törekvéseit, ezért bevezették a kötelező általános tanítást és adományt továbbítottak a Școala Vasiliană-hoz. A kereskedelmi szabályozás annyira fellelkesítette őt, hogy egy ódát írt, melynek címe Anul nou al moldo-românilor 1830, în care s-a lucrat Regulamentul organic, acel întâi cod administrativ al Moldovei volt. Abban az időben könyörületes nézeteket vallott a parasztok megbecsülésével kapcsolatban, elítélte a munkájuk bojárok általi kihasználását.
Gheorghe Asachira nagy benyomást tett az orosz főváros, Szentpétervár és megpróbálta utánozni az intézményeket Moldvában is. Miután visszatért Oroszországból, Asachi a Moldvai Nemzeti Levéltár vezetője lett. 1834-től az újszemléletű herceg, Mihail Sturdza, segíti őt alaptőkével, hogy a tanulás a román tudatban fontossá váljon. Még ezen év júliusában Asachi ellátogatott Bukarestbe, Havasalföld fővárosába, hogy erősítse a Regulament közös munkáját és megbizonyosodjon, hogy, a két terv nem tér el egymástól tartalmilag. 1835. június 6-án Asachi közbenjárásával megalakult az első román nyelvű magasfokú nevelési intézmény, az Academia Mihăileană, a fővárosban. Ez volt a magja a mai Jászvásári Egyetemnek, és olyan neves értelmiségiek tanítottak itt, mint Mihail Kogălniceanu, Ion Ionescu de la Brad, Eftimie Murgu, Ion Ghica, August Treboniu Laurian.
1836. november 15-én néhány társával együtt megalapított egy konzervatóriumot. 1837 után a Jászvásári Nemzeti Színház vezetőjének kérték fel, ahol eredeti román darabokat játszottak. Majd lefordíttatta a német nyelvű szótárat románra, hogy kielégítse a moldvaiak tudásszomját. Közbenjárt az örmény és zsidó kisebbségek nevelésében, neki köszönhetően jött létre az örmény elemi iskola. 1847-ben Asachi nyomdája örmény nyelvű tankönyvet adott ki. Közben az Academia Mihăileană megszűnt és beépítették egy francia nyelvű iskolába.
Asachi konzervatív nézeket vallott már, és védte a Regulamentul Organic rezsimet az egyre népszerűsödő liberális hullámmal szemben. Asachi ellenezte az 1848-as forradalmat, bukása után csatlakozott az ítélőkhöz: az Albina Românească elítélte a forradalmárokat és dicsőítette az oroszokat, akik serget küldtek a forradalom leverésére. Kogălniceanu, ennek ellenére, később azt vallotta, hogy látta Asachit zokogni azért, amiért elítélte a román aktivistákat. A román államok egyesítésének ötletét Asachi elvetette, félvén, hogy egy feudális rendszert alakít ki majd a középosztály és elveszíti a kiváltságait
Még 1848-ban Asachi elvesztette a 19 éves lányát, Eufrosinát, aki kolerajárvány áldozata lett. Asachi két költeményt is írt ezután az ő emlékére.

### Utolsó évtizedei

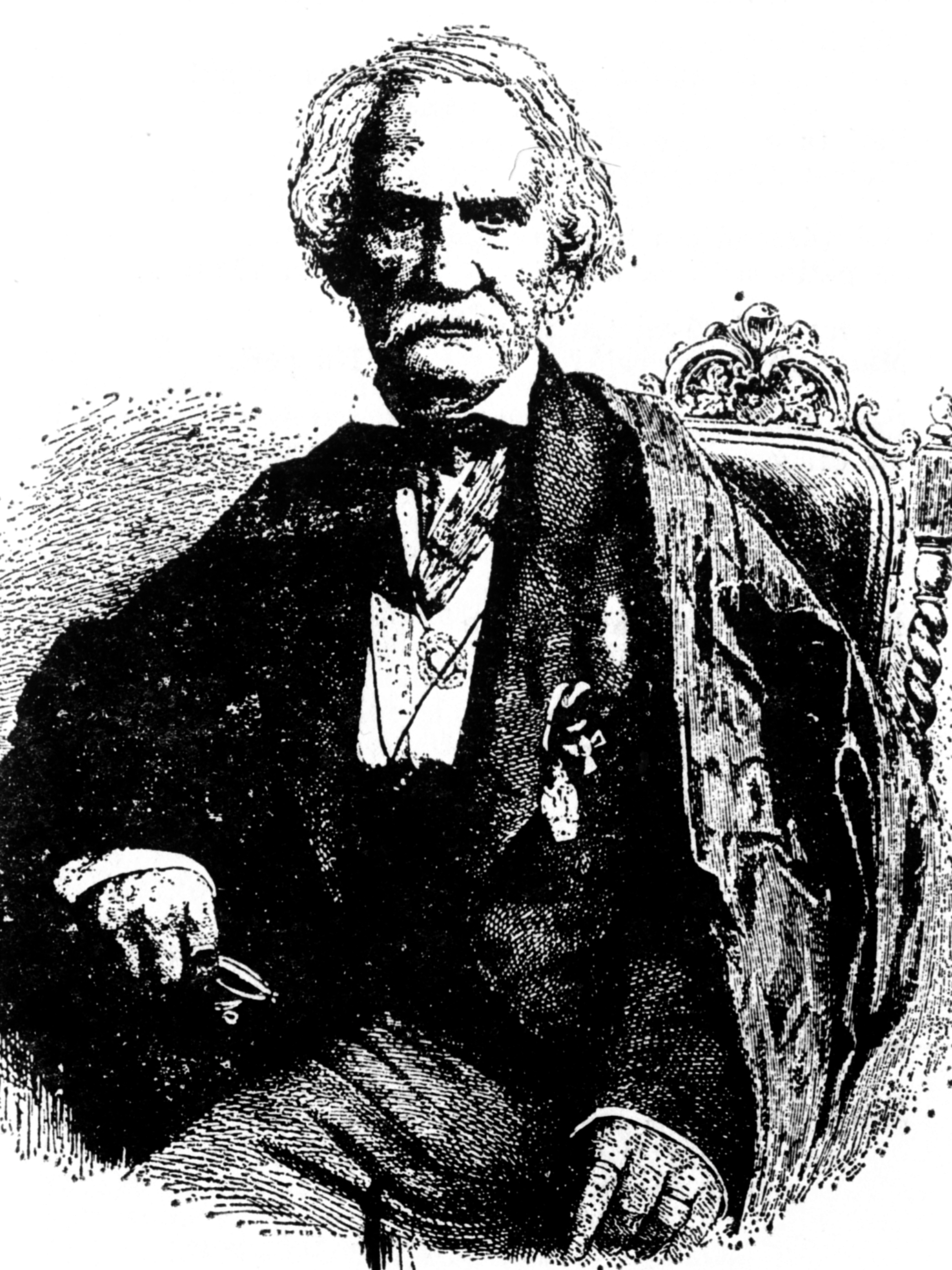
Asachi öregkorában

1851 és 1854 között ő volt a cenzúra feje a reformgondolkodó és a forradalommal szimpatizáló Grigore Alexandru Ghica uralkodása alatt. Az Albina Românească nevet és tónust váltott: ezután Gazeta de Moldavia lett. A krími háború vége felé az egyesülést ellenző tábor hangja lett. 1856-ban a párizsi béke lezártával létrejöhetett egy tanács, amely által a két ország lakói dönthettek a jövőjükről. Az egyesülést támogatók nagy esélyt láttak ebben, Asachi és szövetségesei 1857 májusában a török portához fordultak, hogy felhívják a figyelmet az egyesülés veszélyeire. A választásoknál csalás történt, és feltételezték, hogy Asachinak is benne volt a keze. A következő választásnál már fordult a kocka. 1837 novemberében Asachi és más 36 szeparatista bojár egy memorandumot küldött sikertelenül az egyesülést támogatók ellen, hogy visszaállítsák a cenzúrát és csökkentsék a választói listát.
1859 januárjában a dolgok egyszeriben megváltoztak, mikor megválasztották Alexandru Ioan Cuzát először Moldva, majd Havasalföld fejedelmének, mellyel így létrejött a két ország egyesülése. Miután gratulált Cuzának a megoldásáért, Asachi egy költeményt írt Odă la Dumnezeu (Óda Istenhez) címmel, melyben kikiáltja a románok testvériségét, hisz „egységben az erő”.
A különböző tervek kimerítették pénzügyileg, végül jelzáloggal terhelték és elárverezték a házát. A továbbiakban is adósságoktól függött, bár 1869 februárjában egy nagyobb összeget kapott Dimitrie Ghica kormányától az „értékes szolgáltatásaiért, melyet az országnak tett 1813 és 1862 között”. Ekkor vette meg Ion Budai-Deleanu kéziratát, a Țiganiada-t, Lembergből. Néhány hónappal később elhunyt és Jászvásárban temették el.

## Művei
- Dafne

### Történelmi drámái
- Petru Rareș, 1853
- Elena Dragoș, 1863
- Turnul Butului, 1863

### Történelmi novellái
- Nouvelle historique de la Moldo-Roumanie, 1859

## Fordítás
- Ez a szócikk részben vagy egészben  a   Gheorhe Asachi című román Wikipédia-szócikk ezen változatának fordításán alapul.  Az eredeti cikk szerkesztőit annak laptörténete sorolja fel. Ez a jelzés csupán a megfogalmazás eredetét és a szerzői jogokat jelzi, nem szolgál a cikkben szereplő információk forrásmegjelöléseként.